# Kolpajung
Kolpajung is een bestuurslaag in het regentschap Pamekasan van de provincie Oost-Java, Indonesië. Kolpajung telt 5565 inwoners (volkstelling 2010).